# Midsommer i Danmark
|  | Denne artikel er oprettet af botten PalnaBot ud fra en ekstern database. Den kan derfor have sproglige fejl eller mangler. Denne skabelon kan fjernes efter kontrol af indholdet. |

Midsommer i Danmark er en film med ukendt instruktør.

## Handling
Sommer. Smukke naturbilleder. Børn ved sø. Pige leger med gris. Pige henslængt ved søbred. Mand saver brænde. Brede eller Raadvad. Mand slæber på brænde. Børn ved å, sø. Piger på cykel. Dame går op mod hus, og omkring hus. Hestevogn og mølle. Gamle huse. Bondegård. Dame står ved søbred. Fiskere og deres både ved søen.